# Sheppardia bocagei
El akelat de Bocage (Sheppardia bocagei) es una especie de ave paseriforme de la familia Muscicapidae propia de África central. Su nombre conmemora al naturalista portugués José Vicente Barbosa du Bocage.
A veces se consideró a la subespecie S. b. poensis en la isla de Bioko como una especie separada, el akelat de Alexander, cuyo nombre conmemora a Boyd Alexander, un ornitólogo inglés.

## Distribución y hábitat
Se encuentra en Angola, Camerún, República Democrática del Congo, Guinea Ecuatorial, Nigeria, Tanzania, y Zambia. Sus hábitats naturales son los bosques montanos tropicales y pantanos tropicales.